# Petrovice (Hradec Králové-i járás)
Petrovice település Csehországban, a Hradec Králové-i járásban. Petrovice Petrovičky, Pšánky, Lodín, Myštěves, Nechanice, Sukorady és Králíky településekkel határos. Lakosainak száma 295 fő (2024. január 1.).

## Népesség
A település lakosságának változását az alábbi diagram mutatja:
| Lakosok száma | 652  | 687  | 591  | 401  | 279  | 245  | 271  | 280  | 289  | 295  |
|               | 1869 | 1890 | 1921 | 1950 | 1980 | 2001 | 2017 | 2019 | 2022 | 2024 |